# Eriococcus laingi
Eriococcus laingi är en insektsart som först beskrevs av Bodenheimer 1953.  Eriococcus laingi ingår i släktet Eriococcus och familjen filtsköldlöss.
Artens utbredningsområde är Turkiet. Inga underarter finns listade i Catalogue of Life.